# Mladost - Radost...
Mladost – Radost… (podtitul Vybrané juvenilie z let 1978-1981) je sbírka raných básní z let 1978 až 1981 českého básníka J. H. Krchovského.
Vyšla v brněnském vydavatelství Větrné mlýny v roce 2005 .
Autorem ilustrací je sám básník J. H. Krchovský.
J. H. Krchovský v doslovu uvádí, že k vydání této sbírky vedla poptávka po starší, dosud nepublikované tvorbě ze strany převážně mladších čtenářů. Samotná sbírka je pouze doplňkem k řadovým sbírkám, jakousi raritou vydanou v malém nákladu. Při výběru básní přihlížel k hodnocení svého literárního rádce Egona Bondyho, jenž juvenilie dříve "oznámkoval". Do textu však zasahoval pouze minimálně, mimo několika škrtů, úprav slovosledu či rytmu odstranil pouze pravopisné chyby a zjevné nesmysly.

Přiznává, že pocitům odcizení a osamělosti v davu nelze v pouti životem snadno uniknout, pakliže vůbec.
Tato básnická sbírka sice neoplývá dokonalým rýmem či rytmem, ale přesto je hodnotná, neboť představuje chybějící střípek v mozaice díla nevšedního autora, jehož tvorba čerpá z témat, která mohou někomu připadat zneklidňující, přestože jsou stejně reálná jako oba elementy v názvu sbírky.

## Obsah knihy
- MÁM DOJEM, ŽE SE VYVÍJÍM
- SEDÍM V POKOJI
- LEMTÁM PIVO ZE DŽBÁNKU
- LIDI JSOU ODPORNÝ STÁDO DOBYTKU
- DÁL…
- POHRDÁM MAKETOU
- PROPADÁM SE TMOU
- JE MI ZLE, AŽ TÉMĚŘ KRÁSNĚ
- UPROSTŘED NOCI BEZESNÉ
- SHOŘELA PRAHA BĚHEM VTEŘIN
- PŘEDTUCHA PODZIMNÍ VZPOMÍNKY
- PŘELEŽENÁ RUKA HLEDÁ
- VČERA JSEM ZEMŘEL A DNESKA SE NARODIL
- JE TOHO NAJEDNOU TEĎ TROCHU MOC
- TAK TO JE TA CELÁ KRÁSA
- MÁ DUŠE JE DŮM
- KONEČNĚ MÁM DEFINICI
- JSEM SNAD ALEGORIE BLAHOBYTU?
- VYSYCHÁ PRAMEN…
- ŘÍJEN 1979
- NA NOVÝ ROK 1980
- Z ČEHO MÁŠ STRACH V MÝCH PÍSNIČKÁCH?
- ÚZKOST, NEKLID, TMA A TEMNO
- STRACH ZE ZMIZENÍ ZRAKU
- JAKO MEZI SMETÍM KRYSY
- VZPOMÍNKY – ZÁKOUTÍ
- TUPĚ HLEDÍM DO NOVIN
- DOŠEL JSEM MLHOU
- VYPIL JSEM Z VÁZY VODU
- POSLEDNÍ LIST
- ZLOMENÉ SRDCE
- JENOM PRO NÁS DVA…
- RÁNO MNE NAŠLO
- MOJE POSTEL
- NA STĚNĚ VISÍ HODINY
- PŘEMÝŠLÍM TEĎ O SOBĚ
- STROMY
- NEBE TI MOČÍ NA VLASY
- HUDBA SRDCE SKUČÍ VE MNĚ
- PRŮHLEDNÍ JSME, JENOM STÍNY
- NESTÁVÁM UŽ NA PAVLAČI
- SPÍM NA ZEMI…
- NEVÍM, KDE JSOU ČECHY
- ZE ZDI SPADLO UMYVADLO
- CHODÍME
- V OBČANCE MÁŠ FOTKU SMRTI
- TRÁVA STUDÍ A ZEM ZEBE
- PŘINESLAS DVĚ PORCE ŘÍZKŮ
- MÉ MYŠLENKY JSOU POTOMKY
- PENÍZE JSME PROCHLASTALI
- NA VŠECHNO SE MŮŽU VYSRAT
- OSPALOST…
- JSEM DNES RADŠI NA ŘETĚZU
- Z PLACATÉHO KAMENÍ
- OBKLÍČENÝ PUSTÝM LESEM
- PRŠÍ A MĚSTO NIC NEVÍ
- KDYBYCH SE MĚL KRMIT LIDMI
- JEŠTĚ POŘÁD ZNÁM SVÝ JMÉNO

- DOSLOV (POKRAČOVATELE) AUTORA
- OBSAH